# Gaston Leroux
Pour les articles homonymes, voir Leroux.
Gaston Le Roux, né le 6 mai 1868 à Paris 10e et mort le 15 avril 1927 à Nice, est un écrivain français. Il est surtout connu pour ses romans policiers, empreints de fantastique.

## Biographie
Né par accident à Paris, Gaston Alfred Louis Leroux grandit en Normandie, dont est originaire sa mère, Marie Bidault. Il vit d’abord à Eu, où son père, entrepreneur de travaux publics, dirige la restauration du château d’Eu selon les plans de Viollet-le-Duc, puis au Tréport. Il suit sa scolarité au collège d’Eu, où il a Philippe d’Orléans comme condisciple et dont il sort bachelier en 1886. Il s’installe à Paris en octobre 1886 et s’inscrit à la faculté de droit.
S’amusant à faire des tragédies et à écrire des nouvelles depuis le collège, il envoie un sonnet sur Lamartine à la Lyre universelle, qui le publie. Il a ensuite la surprise de voir en kiosque son premier article, intitulé … Mon premier article, imprimé en tête, en première page de Lutèce, en 1886. L’année suivante, sa première nouvelle de fiction, « Le Petit Marchand de pommes de terre frites », paraît dans la République française nouvellement fondée. Licencié en droit en 1890, il plaide en correctionnelle jusqu’en 1893. Ayant fait la connaissance du dramaturge Robert Charvay, à la terrasse du Clou, il lui apporte une demi-douzaine de sonnets sur les vedettes pour les échos de son journal L’Écho de Paris.
Il fait la connaissance de Raoul Canivet, directeur du Paris, au café du Croissant, qui lui confie la chronique judiciaire de son journal. Il débute dans l’affaire Vaillant, l’auteur de l’attentat de la chambre des députés, et doit envoyer sa copie au fur et à mesure, le Paris étant un journal du soir. Son compte rendu tombe sous les yeux de Maurice Bunau-Varilla, directeur du journal Le Matin. Celui-ci propose à Leroux de devenir le chroniqueur judiciaire de ce quotidien, le plus important de Paris à l’époque. Il débute dans l’affaire Émile Henry, et a ainsi l’occasion de suivre le procès de personnages qui auraient pu figurer dans ses romans, en particulier les anarchistes, notamment les poseurs de bombes.
Lors du procès du marquis de Nayve, aux assises de Bourges en 1895, il réussit à interviewer l’accusé dans sa cellule, une première dans les chroniques judiciaires. En 1894, devenu chef des informations au Matin, il effectue de nombreux voyages en France et à l’étranger, notamment en Espagne et au Maroc au moment où ce pays est encore « barbaresque ». Au Matin, il fait paraître en 1903 un feuilleton, Le Chercheur de trésors, qui paraît l’année suivante sous le titre La Double Vie de Théophraste Longuet. Envoyé spécial permanent du Matin en Russie, de juin 1904 à mars 1906, il assiste au massacre des Arméniens dans le Caucase et aux sanglantes prémices de l’écroulement de l’empire des tsars et prédit la révolution russe.
Chroniqueur judiciaire durant dix ans, chroniqueur parlementaire pendant trois ans, critique dramatique pendant trois ans, ces trois activités ont contribué à le documenter pour son œuvre littéraire. Rêvant depuis toujours de faire carrière dans la grande littérature, il écrit, entre Southampton, Madère, Marseille, Port-Saïd et Saint-Pétersbourg, une pièce longuement mûrie intitulée la Maison des Juges. Montée par Antoine à l’Odéon le 26 janvier 1907, l'oeuvre est qualifiée par Catulle Mendès d’« hugolienne », mais elle tient l’affiche à peine 15 jours. Incomprise du public, elle paraît dans l’llustration théâtrale dès le 2 mars 1907. Devant l’insuccès de cette pièce, il va trouver René Baschet et Maurice Normand à l'Illustration et leur annonce qu’il veut faire un roman. Il en propose plusieurs sujets, dont un sur un les aventures d’un reporter, qui est retenu.
Ambitionnant de surpasser Edgar Allan Poe, plus fort qu'Arthur Conan Doyle, il élabore une histoire d’assassinat dans une chambre hermétiquement close. Cela donne Le Mystère de la chambre jaune, un chef-d’œuvre d’ingéniosité qui inspire les surréalistes et lui assure le succès en 1908. Il continue à écrire des romans dans la même veine, Le Fantôme de l’Opéra en 1910, La Poupée sanglante en 1923 et la série des Chéri-Bibi à partir de 1913.
Son personnage de Joseph Rouletabille, un jeune apprenti reporter à l’intelligence déductive hors du commun, apparu pour la première fois dans Le Mystère de la chambre jaune, devient le héros d’autres romans tels que Le Parfum de la dame en noir, Rouletabille chez le Tsar et Le crime de Rouletabille.
Gaston Leroux épouse en 1899 Marie Lefranc, mais s'en sépare très vite. En 1902, il rencontre Jeanne Cayatte à Leysin, en Suisse, avec qui il vit bientôt maritalement et dont il a deux enfants : Alfred Gaston, dit Miki (1905-1970), et Madeleine (1908-1984). Marie Lefranc ayant fini par accepter le divorce, il épouse Jeanne en 1917.
En 1918, Leroux fonde à Nice la Société des cinéromans, avec notamment René Navarre, l’interprète du Fantômas de Louis Feuillade, et Arthur Bernède, l’auteur de Belphégor. Jusqu’au rachat de la société par Pathé-Cinéma, il contribue à titre de producteur, scénariste et feuilletoniste (dans Le Matin) à ses quatre premières productions :
- La Nouvelle Aurore (1919), en 16 épisodes ;
- Tue la mort (1920), en 12 épisodes, dans lesquels sa fille Madeleine, âgée de 13 ans, tient le rôle de Canzonetta ;
- Le Sept de trèfle (1921), en 12 épisodes ;
- Rouletabille chez les bohémiens (1922), en 10 épisodes.

Son dernier roman, Mister Flow, paru en 1927, est adapté au cinéma en 1936.
Gaston Leroux a été mis au nombre des adversaires de la peine de mort, pour avoir écrit : « moi, qui suis contre la peine de mort, je suis contre le droit de grâce », mais il a également écrit l’année suivante : « le meurtre de l’homme, si habilement et si proprement exécuté, serait devenu si inoffensif pour le coupable qu’on se verrait dans la nécessité de décréter l’assassinat non point crime, mais contravention. Alors… Alors, comme il est défendu, sans ambages, de secouer les tapis par les fenêtres, sous peine d’une amende d’un sou, il serait défendu, sans explications, de tuer, sous peine de l’amende d’une tête. »
Gaston Leroux meurt des suites d'une crise d’urémie. Ses obsèques sont célébrées à Saint-Pierre-d'Arène et il est inhumé au cimetière du Château.

## Œuvres

### Romans

#### SérieRouletabille

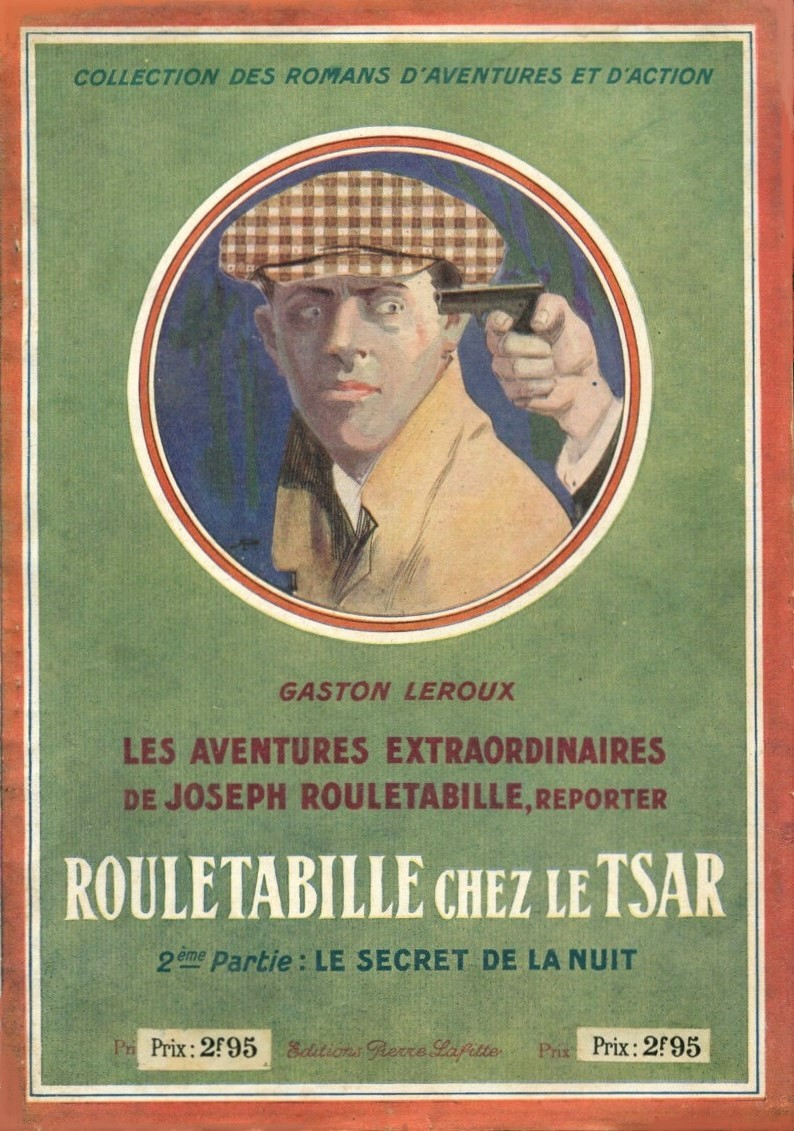
Rouletabille chez le Tsar.
Couverture illustrée par A. de Parys, Éditions Pierre Lafitte, 1921.

- 1907 : Le Mystère de la chambre jaune  — Paru en feuilleton dans L'Illustration, puis chez Pierre Lafitte et Cie en 1908.
- 1908 : Le Parfum de la dame en noir  — Paru en feuilleton dans L'Illustration, puis chez Pierre Lafitte en 1909.
- 1912 : Rouletabille chez le Tsar  — Paru en feuilleton dans L'Illustration, puis chez Pierre Lafitte en 1913.
- 1914 : Le château noir (Rouletabille à la guerre I)  — Paru en feuilleton dans Le Matin, puis chez Pierre Lafitte en 1916.
- 1914 : Les étranges noces de Rouletabille (Rouletabille à la guerre II)  — Paru en feuilleton dans Le Matin, puis chez Pierre Lafitte en 1916.
- 1917 : Rouletabille chez Krupp  — Paru en feuilleton dans Je sais tout, puis chez Pierre Lafitte en 1920.
- 1921 : Le crime de Rouletabille  — Paru en feuilleton dans Je sais tout, puis chez Pierre Lafitte en 1922.
- 1922 : Rouletabille chez les bohémiens  — Paru en feuilleton dans Le Matin, puis chez Jules Tallandier en 1923.

#### SérieChéri-bibi

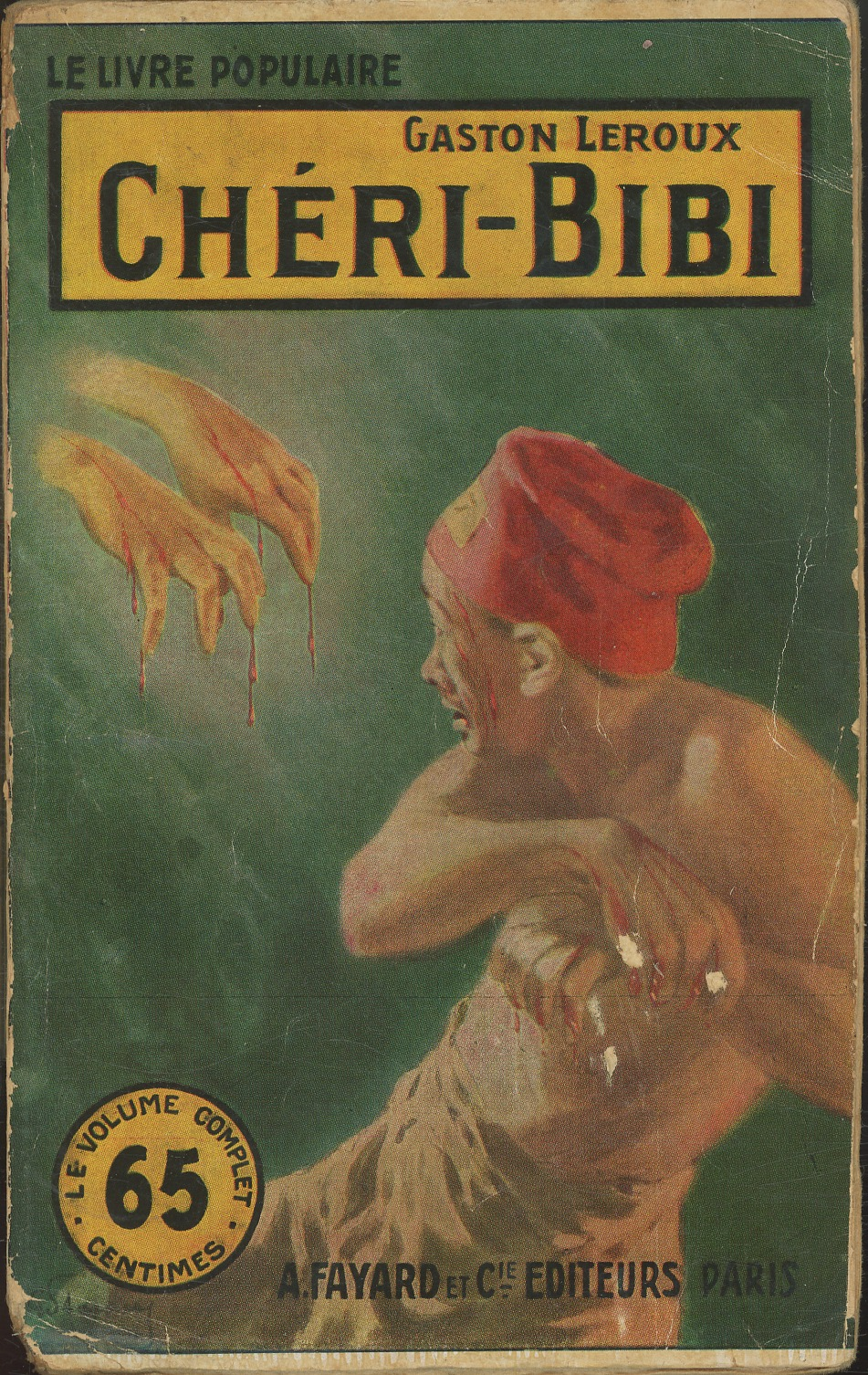
Couverture illustrée de Gino Starace pour Chéri-Bibi, Paris, Librairie Arthème Fayard, collection « Le Livre populaire », juillet 1914.

- 1913 : Premières aventures de Chéri-bibi  — Paru en feuilleton dans Le Matin sous le titre Chéri-bibi, puis chez Arthème Fayard en 1914.
- 1919 : Nouvelles aventures de Chéri-Bibi  — Paru en feuilleton dans Le Matin sous le titre  La Nouvelle Aurore, puis chez Pierre Lafitte en 1921.
- 1925 : Le coup d'état de Chéri-bibi  — Paru en feuilleton dans Le Matin sous le titre Chéri-Bibi, le marchand de cacahouètes, puis aux éditions Baudinière en 1926.
- La série Chéri-Bibi parue aux éditions du Masque reprend quelques aventures de Chéri-Bibi :
  - Les cages flottantes, coll. « Labyrinthes » no 192, 2011
  - Chéri-Bibi et Cécily, coll. « Labyrinthes » no 193, 2011
  - Palas et Chéri-Bibi, coll. « Labyrinthes » no 202, 2012

#### Autres romans

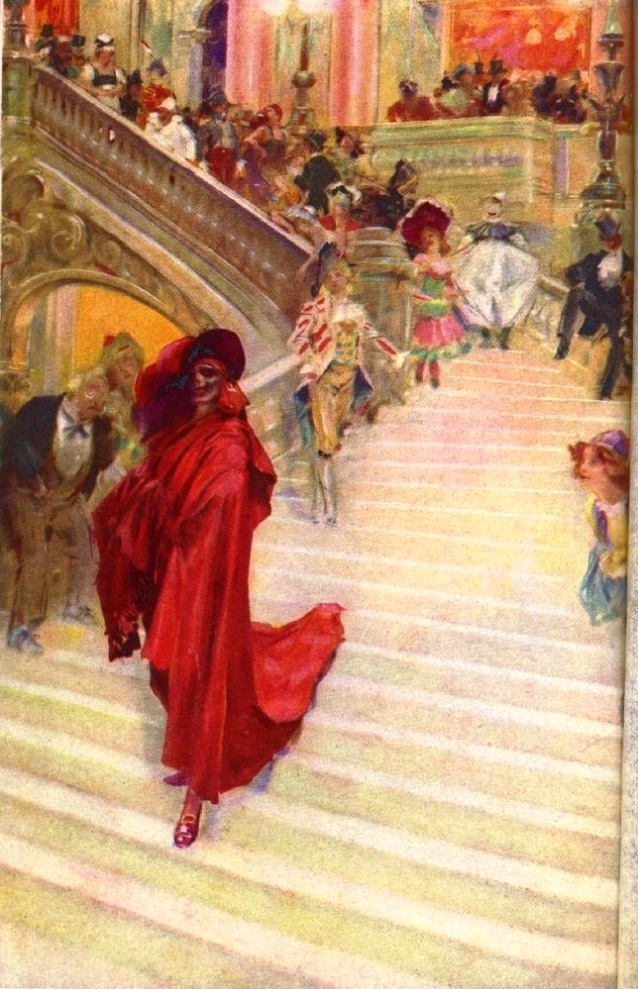
Le Fantôme de l'Opéra. Aquarelle d'André Castaigne illustrant la première édition américaine du roman (1911).

- 1901 : Sur mon Chemin  — Paru chez Flammarion en 1901[12].

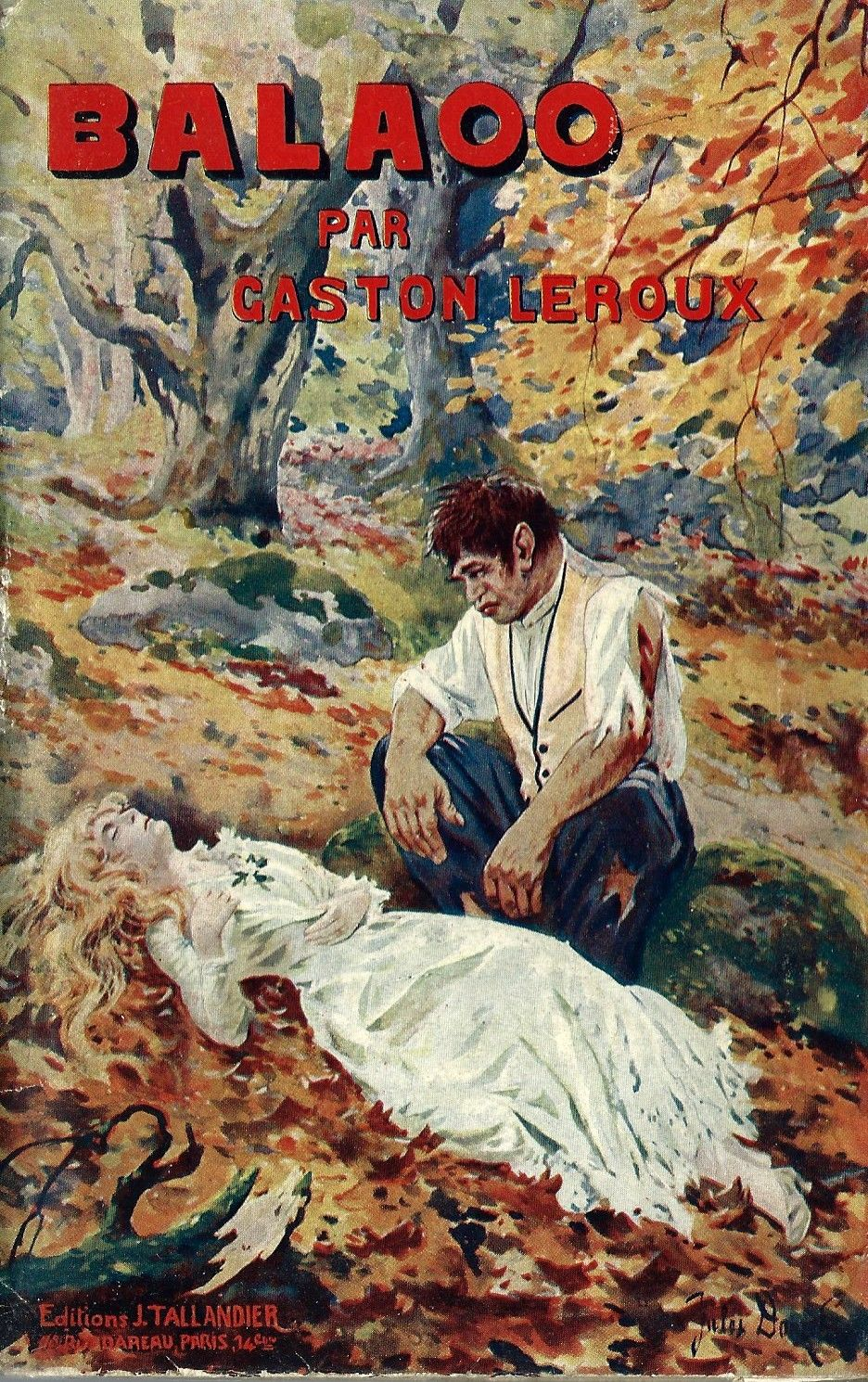
Couverture de Balaoo, Éditions Jules Tallandier, 1912.

- 1903 : La Double Vie de Théophraste Longuet  — Paru en feuilleton dans Le Matin sous le titre Le Chercheur de trésors, puis chez Flammarion en 1904.
- 1908 : Le Roi Mystère  — Paru en feuilleton dans Le Matin, puis chez Arthème Fayard et Cie en 1911.
- 1909 : Le Fauteuil hanté  — Paru en feuilleton dans Je sais tout, puis chez Pierre Lafitte en 1911.
- 1910 : Le Fantôme de l'Opéra  — Paru en feuilleton dans Le Gaulois, puis chez Pierre Lafitte la même année.
- 1910 : Un homme dans la nuit  — Paru en feuilleton dans Le Radical (Marseille), puis chez Arthème Fayard en 1911.
- 1910 : La Reine du sabbat  — Paru en feuilleton dans Le Matin, puis chez Arthème Fayard en 1913.

- 1911 : Balaoo  — Paru en feuilleton dans Le Matin, puis chez Jules Tallandier la même année.
- 1912 : L'Épouse du Soleil  — Parue en feuilleton dans Je sais tout, puis chez Pierre Lafitte en 1913.
- 1916 : Confitou  — Paru en feuilleton dans Le Matin, puis chez Pierre Lafitte en 1917.
- 1916 : La Colonne infernale  — Paru en feuilleton dans Le Matin, puis chez Arthème Fayard en 1917.
- 1917 : Le Capitaine Hyx  — Paru en feuilleton dans Le Matin sous le titre Le Sous-marin « Le Vengeur » : Les Anges des eaux, puis chez Pierre Lafitte en 1920.
- 1917 : La Bataille invisible  — Paru en feuilleton dans Le Matin sous le titre Le Sous-marin « Le Vengeur » : La Bataille invisible, puis chez Pierre Lafitte en 1920.
- 1920 : Tue-la-mort  — Paru en feuilleton dans Le Matin, puis chez Jules Tallandier en 1921.
- 1921 : Le Sept de trèfle  — Paru en feuilleton dans Le Matin, puis chez Jules Tallandier en 1922.
- 1923 : La Poupée sanglante  — Paru en feuilleton dans Le Matin sous le titre La Poupée sanglante, 1re partie : La Sublime Aventure de Bénédict Masson, puis chez Jules Tallandier en 1924.
- 1923 : La Machine à assassiner  — Paru en feuilleton dans Le Matin sous le titre La Poupée sanglante, 2e partie : Gabriel, puis chez Jules Tallandier en 1924.
- 1924 : Les Ténébreuses  — Paru en feuilleton dans Le Matin, puis chez Jules Tallandier en 1925.
- 1924 : La Farouche Aventure  — Paru en feuilleton dans Le Journal sous le titre La Coquette punie, puis chez Gallimard en 1925.
- 1925 : Le Fils de trois pères  — Paru en feuilleton dans Le Journal, du 19 février 1925 au 18 mai 1925, sous le titre Hardigras, puis aux éditions Baudinière en 1926.
- 1925 : La Mansarde en or  — Paru en feuilleton dans Le Journal, puis dans l'intégrale Leroux, coll. Bouquins, chez Laffont en 1984.
- 1925 : Il y a des pas au plafond...  — Paru en feuilleton dans L'Écho d'Alger du 12 mai 1925 au 16 juin 1925.
- 1926 : Les Mohicans de Babel  — Paru en feuilleton dans Le Journal, puis aux éditions Baudinière en 1928.
- 1927 : Mister Flow  — Paru en feuilleton dans Le Journal sous le titre La Véritable Histoire du célèbre Mister Flow, puis aux éditions Baudinière la même année.
- 1927 : Les Chasseurs de danses (roman inachevé)  — Paru en feuilleton dans le Journal des voyages, puis complété par Charles de Richter.

#### Romans posthumes
- Ton maître  — Roman autobiographique inédit écrit avant 1900 et publié sous forme d'extraits dans les Cahiers semestriels du cercle Gaston Leroux en 1977-1981, et sous le titre Les Possédés du stupre dans Playboy en juin 1978.
- Pouloulou — Manuscrit inédit découvert par les héritiers de Leroux et authentifié par Francis Lacassin, publié chez Michel Lafon en 1990.

### Nouvelles
- 1887 : Le Petit Marchand de pommes de terre frites  — Parue dans La République française.
- 1902 : Les Trois Souhaits  — Parue dans Le Matin.
- 1907 : Baïouchki Baïou  — Parue dans Le Matin.
- 1908 : L'Homme qui a vu le diable  — Parue dans Je sais tout, puis chez Pierre Lafitte en 1911 avec Le Fauteuil hanté.
- 1911 : Une histoire épouvantable ou le Dîner des bustes  — Parue dans le journal Excelsior.
- 1912 : La Hache d'or  — Parue dans le magazine Touche à tout, puis chez Pierre Lafitte en 1922 avec Le Cœur cambriolé.
- 1916 : L'Homme qui revient de loin  — Parue en feuilleton dans Je sais tout sous le titre Le Monsieur qui revient de loin, puis chez Pierre Lafitte en 1917.
- 1920 : Le Cœur cambriolé  — Parue en feuilleton dans Je sais tout, puis chez Pierre Lafitte en 1922 ; rééd. coll. « La bibliothèque », Gallimard, 2003.
- 1924 : La Femme au collier de velours  — Parue en feuilleton dans Cyrano, puis dans le recueil Histoires épouvantables aux éditions Baudinière en 1977.
- 1924 : Le Noël du petit Vincent-Vincent  — Parue en feuilleton dans Cyrano, puis dans le recueil Histoires épouvantables aux éditions Baudinière en 1977.
- 1924 : Not' Olympe  — Parue en feuilleton dans Cyrano, puis dans le recueil Histoires épouvantables aux éditions Baudinière en 1977.
- 1925 : L'Auberge épouvantable  — Parue en feuilleton dans Cyrano, puis dans le recueil Histoires épouvantables aux éditions Baudinière en 1977.

### Théâtre
- 1897 : Le Turc-au-Mans, folie en un acte de Gaston et Joseph Leroux, théâtre de la Gaîté-Montparnasse (17 avril)
- 1907 : La Maison des juges, pièce en trois actes, théâtre de l'Odéon (26 janvier)
- 1908 : Le Lys, pièce en quatre actes en collaboration avec Pierre Wolff, théâtre du Vaudeville (18 décembre)
- 1911 : L'Homme qui a vu le diable, pièce en deux actes d'après la nouvelle homonyme, théâtre du Grand-Guignol (17 décembre)
- 1912 : Le Mystère de la chambre jaune, pièce en deux actes d'après le roman homonyme, théâtre de l'Ambigu (14 février)
- 1913 : Alsace, pièce en trois actes en collaboration avec Lucien Camille, théâtre Réjane (10 janvier) lire en ligne sur Gallica
- 1918 : La Gare régulatrice, vaudeville en trois actes en collaboration avec Yves Mirande, théâtre de la Scala (16 janvier)

### Reportages
- 1905 : L'Agonie de la Russie blanche  — Série de reportages parus dans Le Matin puis sous forme de recueil chez Hachette en 1928.

## Adaptations
Les œuvres de Gaston Leroux ont fait l'objet de nombreuses adaptations au cinéma, à la radio, à la télévision et même en bandes dessinées, parmi lesquelles :
- 1913 : Balaoo, film français de Victorin Jasset
- 1913 : Le Mystère de la chambre jaune, film français de Maurice Tourneur
- 1914 : Le Parfum de la dame en noir, film français d’Émile Chautard
- 1917 : L'Homme qui revient de loin, film français de Gaston Ravel
- 1925 : Le Fantôme de l'Opéra (The Phantom of the Opera), film américain de Rupert Julian
- 1930 : Le Mystère de la chambre jaune, film français de Marcel L'Herbier
- 1931 : The Phantom of Paris, film américain de John S. Robertson
- 1931 : Le Parfum de la dame en noir, film français de Marcel L'Herbier
- 1936 : Mister Flow, film français de Robert Siodmak
- 1937 : Le Chant de minuit (夜半歌声, Yè bàn gē shēng), film chinois de Ma-Xu Weibang ;
- 1943 : Le Fantôme de l'Opéra (Phantom of the Opera), film américain d'Arthur Lubin
- 1949 : Le Mystère de la chambre jaune, film français d'Henri Aisner
- 1949 : Le Parfum de la dame en noir, film français de Louis Daquin
- 1950 : L'Homme qui revient de loin, film français de Joan Castanyer
- 1955 : Chéri-Bibi, film franco-italien de Marcello Pagliero
- 1962 : Le Fantôme de l'Opéra (The Phantom of the Opera), film britannique de Terence Fisher
- 1966 : Le Parfum de la dame en noir, série télévisée française d’Yves Boisset et François Caillaud
- 1970 : Le Fauteuil hanté, téléfilm français de Pierre Bureau (diffusé sur la première chaîne de l'ORTF)
- 1972 : L'Homme qui revient de loin, série télévisée française de Michel Wyn
- 1974 : Chéri-Bibi, feuilleton télévisé français de Jean Pignol en 46 épisodes de 13 minutes, diffusé sur TF1 à partir du 16 décembre.
- 1974 : Phantom of the Paradise (The Phantom of the Paradise), film américain de Brian De Palma
- 1976 : La Poupée sanglante, feuilleton télévisé français de Marcel Cravenne écrite par Robert Scipion
- 1981 : La Double Vie de Théophraste Longuet, mini-série française de Yannick Andréi
- 1981 : L’Homme qui a vu le diable, court-métrage français de fin d'études à l'IDHEC de Matthias Sanderson (crédité Gwennolé Laurent) avec le dramaturge Copi (Raúl Damonte Botana).
- 1983 : Le Fantôme de l'Opéra (The Phantom of the Opera), téléfilm américain de Robert Markowitz
- 1986 : Phantom of the Opera, comédie musicale britannique de Andrew Lloyd Webber
- 1988 : Le Dîner des bustes, film français de Moïse Maatouk (court-métrage)
- 1989 : Le Fantôme de l'Opéra (The Phantom of the Opera), film américain de Dwight H. Little
- 1990 : Le Fantôme de l'Opéra (The Phantom of the Opera), téléfilm américain de Tony Richardson
- 1991 : Le Roi Mystère, téléfilm de Paul Planchon (produit par A2)
- 1998 : Le Fantôme de l'Opéra (Il fantasma dell'opera), film italo-hongrois de Dario Argento
- 2003 : Le Mystère de la chambre jaune, film français de Bruno Podalydès
- 2004 : Le Fantôme de l'Opéra (The Phantom of the Opera), film américano-britannique de Joel Schumacher. Version cinématographique de la comédie musicale d'Andrew Lloyd Webber.
- 2005 : Le Parfum de la dame en noir, film français de Bruno Podalydès
- 2010 : Le Fauteuil hanté, téléfilm français de Claude Chabrol (diffusé sur France 2 dans le cadre de la collection  Contes et nouvelles du XIXe siècle)